# District de Lavaur
Le district de Lavaur est une division territoriale française du département du Tarn de 1790 à 1795. 

## Composition
Il était composé de 7 cantons (dont trois aujourd'hui disparus) : 
- Briatexte,  (aujourd'hui disparu)
- Cuq-Toulza,
- Fiac,  (aujourd'hui disparu)
- Graulhet,
- Lavaur,
- Puylaurens,
- Saint-Sulpice,  (aujourd'hui disparu).